# Iekaterina Gnidenko
Iekaterina Valérievna Gnidenko (en rus Екатерина Валерьевна Гниденко) (Tula, 11 de desembre de 1992) és una ciclista russa especialista en el ciclisme en pista. Després de tenir nombrosos èxits en categoria júnior, ja ha aconseguit diverses medalles en el Campionat del món i d'Europa.

## Palmarès
- 2009
  -  Campiona d'Europa júnior en Keirin
- 2010
  -  Campiona del món júnior en Keirin
  -  Campió del món júnior en Velocitat per equips (amb Anastassia Vóinova)
  -  Campiona d'Europa júnior en Velocitat
  -  Campiona d'Europa júnior en Velocitat per equips (amb Anastassia Vóinova)

### Resultats a laCopa del Món en pista
- 2014-2015
  - 1a a Cali, en Velocitat per equips